# Lucjusz Orbiliusz Pupillus

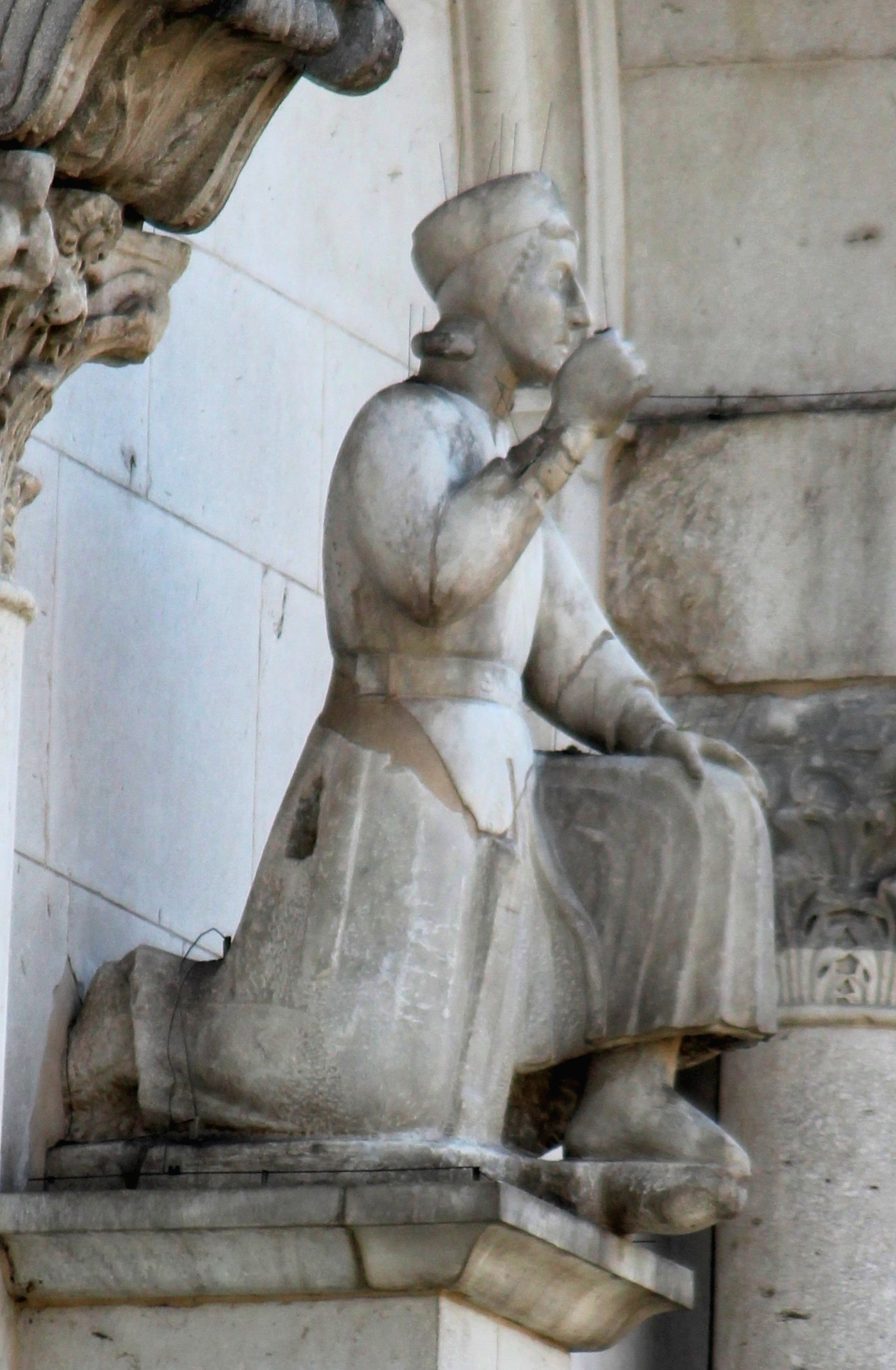
Statua na katedrze w Benewencie przedstawiająca Orbiliusza

Lucius Orbilius Pupillus (ur. 113 p.n.e., zm. 13 p.n.e.) – gramatyk i nauczyciel łaciny. W 63 p.n.e. przeniósł się z Benewentu do Rzymu, gdzie uczył we własnej szkole. Uczęszczał do niej Horacy, który wspominał Orbiliusza jako nauczyciela, który często stosował kary cielesne.